# Чемпионат России по греко-римской борьбе 2023
Чемпионат России по греко-римской борьбе 2023 года проходил в Уфе с 7 по 9 февраля. В соревнованиях приняли участие порядка 320 сильнейших спортсменов.

## Медалисты
| Категория | Золото                                                     | Серебро                                                       | Бронза                                                                                                 |
| --------- | ---------------------------------------------------------- | ------------------------------------------------------------- | --- |
| до 55 кг  | Виталий Кабалоев (Мордовия, Кабардино-Балкария)            | Виктор Ведерников (Новосибирская область, Забайкальский край) | Мавлуд Ризманов (Ростовская область, Севастополь) Адам Ульбашев (Москва, Кабардино-Балкария)           |
| до 60 кг  | Динислам Бамматов (Санкт-Петербург)                        | Эмин Сефершаев (ЯНАО, Крым)                                   | Садык Лалаев (Московская область, Нижегородская область) Сергей Чигирёв (Краснодарский край)           |
| до 63 кг  | Астемир Бижоев (Московская область, Кабардино-Балкария)    | Жамболат Локьяев (Мордовия, Кабардино-Балкария)               | Артур Петросян (Москва, Тверская область) Хусинбой Арисланбеков (Самарская область)                    |
| до 67 кг  | Аслан Висаитов (Санкт-Петербург)                           | Муслим Имадаев (Тверская область, Свердловская область)       | Адам Гаужаев (Московская область, Кабардино-Балкария) Руслан Бичурин (Мордовия, Нижегородская область) |
| до 72 кг  | Нарек Оганян (Воронежская область, Свердловская область)   | Артём Манасов (Московская область, Тверская область)          | Арслан Зубаиров (Москва, Калининградская область) Алексей Киянкин (Мордовия, Ульяновская область)      |
| до 77 кг  | Сергей Степанов (Новосибирская область)                    | Абуязид Манцигов (Владимирская область, Чечня)                | Адлет Тюлюбаев (Московская область, Омская область) Сергей Кутузов (Тюменская область)                 |
| до 82 кг  | Ауэс Гонибов (Краснодарский край, Кабардино-Балкария)      | Рафаэль Юнусов (Севастополь, Ульяновская область)             | Станислав Псеунов (Москва, Кабардино-Балкария) Хамид Исаев (Чечня)                                     |
| до 87 кг  | Александр Комаров (Санкт-Петербург)                        | Милад Алирзаев (Дагестан, Владимирская область)               | Данила Ковалёв (Красноярский край) Магомед Муртазалиев (Дагестан, Владимирская область)                |
| до 97 кг  | Артур Саргсян (Владимирская область, Свердловская область) | Александр Головин (Краснодарский край)                        | Андемир Танов (Москва, Кабардино-Балкария) Никита Мельников (Красноярский край)                        |
| до 130 кг | Сергей Семёнов (Москва, Краснодарский край)                | Виталий Щур (Кемеровская область, Алтайский край)             | Нохчо Лабазанов (Башкортостан, Красноярский край) Лом-Али Акаев (Чечня)                                |